# Quanyang, Anhui
Quanyang är en köping i östra Kina. Den ligger i Jieshou i staden Fuyang i provinsen Anhui, omkring 220 kilometer nordväst om provinshuvudstaden Hefei. Antalet invånare är 26 683. Befolkningen består av 13 888 kvinnor och 12 795 män. Barn under 15 år utgör 22,0 %, vuxna 15-64 år 64 %, och äldre över 65 år 13,0 %.